# Free Speech Coalition
Free Speech Coalition (FSC) är pornografins branschorganisation i USA. Organisationen grundades 1991 och arbetar för att främja branschens intressen, bland annat genom att motverka flera av USA:s censurlagar och obscenitetslagar. Organisationen delar ut utmärkelser till personer och företag i branschen. 2002 var FSC vinnande part i ett mål i USA:s högsta domstol, där rätten förklarade att tecknad pornografi genom att den är tecknad inte kunde förklaras vara barnpornografi.

## FSC-utmärkelser (urval)

### Vinnare 2009
- Legacy Award, Hustlers grundare Larry Flynt
- FSC Man of the Year, regissör John Stagliano
- FSC Woman of the Year, Sinclair Institutets Peggy Oettinger
- Positive Image Award, manliga porrskådespelaren Ron Jeremy
- Positive Image Award, regissör och kvinnliga porrskådespelaren Stormy Daniels
- Business of the Year Award, Internet, Video Secrets
- Business of the Year Award, Novelty Company, Screaming O
- Business of the Year, Production Company, Titan Media